# Köblér
Köblér (ukránul: Кибляри) település Ukrajnában, Kárpátalján, az Ungvári járásban.

## Fekvése
Ungvártól keletre, Antalóc, Unggesztenyés és Nagygajdos közt fekvő település.

## Története
1910-ben 916 lakosából 44 magyar, 137 német, 735 ruszin volt. Ebből 34 római katolikus, 732 görögkatolikus, 150 izraelita volt. A trianoni békeszerződés előtt Ung vármegye Szerednyei járásához tartozott.